# Prąd elektryczny

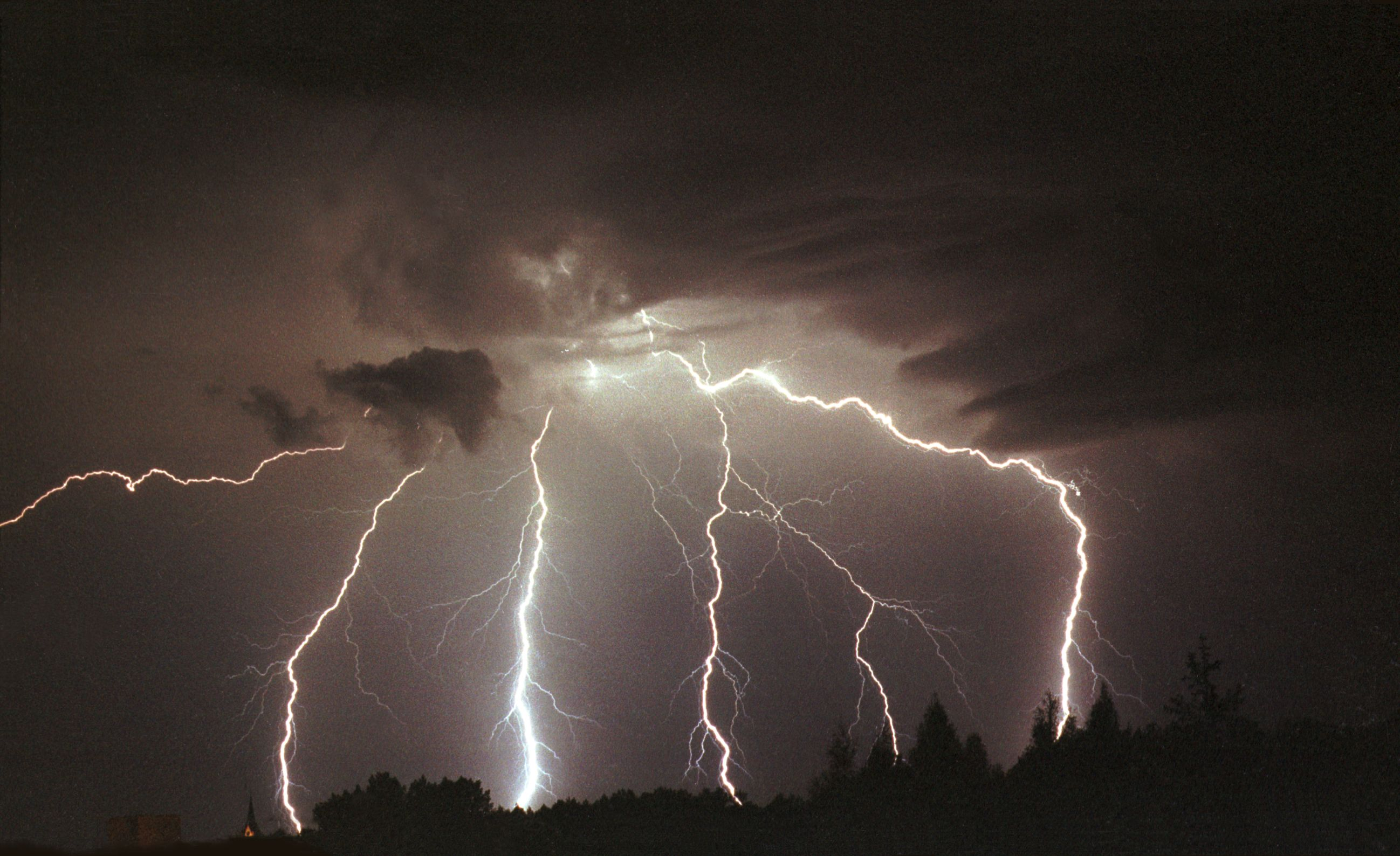
Przykładem prądu elektrycznego przewodzonego przez powietrze jest piorun

Prąd elektryczny – ukierunkowany ruch nośników ładunku elektrycznego przez ciało przewodzące, zachodzący pod wpływem pola elektrycznego.
W naturze przykładami występowania prądu są wyładowania atmosferyczne, wiatr słoneczny czy czynność komórek nerwowych. W technice obwody prądu elektrycznego są masowo wykorzystywane w elektrotechnice i elektronice.

## Prąd elektryczny w materii
Wskutek wytworzenia pola elektrycznego (spowodowania różnicy potencjałów elektrycznych) w materiałach, w których istnieją zdolne do ruchu nośniki ładunku dochodzi do zjawiska przewodzenia prądu elektrycznego.

### Przewodniki i izolatory
Materiały, które dobrze przewodzą prąd elektryczny to przewodniki. Oporność właściwa dobrych przewodników jest rzędu od 10−8 do 10−6 Ω·m.
Dielektryk (izolator elektryczny) to materiał, w którym bardzo słabo przewodzony jest prąd elektryczny. Może to być rezultatem niskiej koncentracji ładunków swobodnych, niskiej ich ruchliwości lub obu tych czynników równocześnie. Oporność właściwa dielektryków jest większa od 106 Ω·m.
Półprzewodniki mają oporność właściwą pośrednią między metalami a izolatorami. Ich przewodnictwo zwykle mocno rośnie ze wzrostem temperatury.
Specyficzną formą przewodnictwa jest nadprzewodnictwo – występujący w niektórych materiałach efekt sprawiający, że w odpowiednio niskiej temperaturze ma on zerową rezystancję. W nadprzewodnikach zachodzą również inne zjawiska, na przykład efekt Meissnera. Większość materiałów wykazuje nadprzewodnictwo dopiero w bardzo niskiej temperaturze.

### Nośniki ładunku

Umownie przyjęło się wyznaczać kierunek przepływu prądu poprzez opisanie ruchu ładunków dodatnich

Prąd elektryczny jest w istocie ruchem cząstek obdarzonych ładunkiem, zwanych nośnikami ładunku. Umownie przyjęło się określać kierunek przepływu prądu poprzez opisanie ruchu ładunków dodatnich, niezależnie od tego jaki jest rzeczywisty znak i kierunek ruchu nośników w danym materiale.
W metalach (zarówno stałych, jak i w stanie ciekłym) nośnikami ładunku są elektrony. Elektrony, znajdujące się w paśmie przewodnictwa, mogą swobodnie się przemieszczać w objętości metalu. Dlatego wszystkie metale są dobrymi przewodnikami, a prąd elektryczny w metalach jest ruchem elektronów przewodnictwa.
W konwencjonalnych półprzewodnikach (takich jak krzem czy german) w temperaturze zera bezwzględnego nie ma elektronów w paśmie przewodnictwa. Przewodzenie prądu wymaga przeniesienia elektronów z pasma walencyjnego do przewodnictwa (poprzez dostarczenie im energii, na przykład termicznej lub w postaci promieniowania).
W elektrolitach, zarówno ciekłych, jak i stałych, nośnikami ładunku są ruchliwe jony – ujemne aniony i dodatnie kationy. W niektórych elektrolitach występują ruchliwe jony obu znaków, w innych tylko jednego. Istnieją przewodniki jonowe, wykazujące bardzo dobre przewodnictwo elektryczne nawet w stanie stałym (przewodniki superjonowe).
W gazach nośnikami prądu są jony, zarówno dodatnie, jak i ujemne. W próżni i rozrzedzonych gazach można wytworzyć wolne elektrony, których ruch jest prądem elektrycznym.
Przewodnictwo mieszane to przewodnictwo, w którym występuje zarówno przewodnictwo elektronowe, jak i jonowe. Tego typu przewodnictwo jest istotne na przykład w materiałach, z których wykonywane są elektrody ogniw paliwowych.
W wielu przypadkach wygodny jest opis procesu przewodzenia za pomocą kwazicząstek. Czyni się tak w przypadku półprzewodników, gdzie ruch elektronów w paśmie walencyjnym opisuje się raczej za pomocą ruchu „pustego miejsca po elektronie”, czyli dziury. Podobnie ruch elektronów w niektórych materiałach amorficznych i skompensowanych półprzewodnikach opisuje się za pomocą polaronów, czy nośniki ładunku w nadprzewodnikach za pomocą par Coopera.
Ruch naładowanego ciała jako całości jest również prądem elektrycznym.
Podstawowymi parametrami nośników prądu elektrycznego, determinującymi przewodnictwo materiału są ich koncentracja i ruchliwość.

## Źródła prądu elektrycznego

Prąd elektryczny w przewodnikach płynie od potencjału wyższego do potencjału niższego. By było to możliwe, w obwodzie zamkniętym musi znajdować się element, który zapewni dostarczenie nośników ładunku z punktów o niższym potencjale do punktów o wyższym potencjale, czyli w kierunku przeciwnym do działającego na nie pola elektrycznego. Wymaga to dostarczenia energii i dzieje się w elementach nazywanych źródłami prądu. Rolę chwilowego źródła energii w obwodzie może pełnić również element inercyjny (mający zdolność gromadzenia energii) – uprzednio naładowany kondensator albo cewka indukcyjna z energią zgromadzoną w jej polu magnetycznym.

## Wielkości opisujące prąd elektryczny

### Natężenie prądu
Wielkością opisującą prąd elektryczny jest natężenie prądu elektrycznego I, które definiuje się jako stosunek ładunku, który przepływa przez poprzeczny przekrój przewodnika do czasu przepływu tego ładunku t:
{\displaystyle I={\frac {q}{t}}.}
Definicja ta określa średnią wartość prądu w czasie t. By określić wartość chwilową, należy posłużyć się pochodną ładunku elektrycznego q po czasie t:
{\displaystyle i={\frac {dq}{dt}}.}
Jednostką natężenia prądu elektrycznego w układzie SI jest amper [A].
Natężenie prądu I można wyrazić też przez liczbę ładunków przepływających z prędkością v przez powierzchnię S
{\displaystyle I=qnvS,}
gdzie:
n – koncentracja nośników ładunku,
q – ładunek każdego z nośników,
v – składowe prędkości nośników w kierunku prostopadłym do powierzchni S.
Często zamiast pełnych określeń takich jak ′natężenie prądu elektrycznego I′ czy ′prąd elektryczny o natężeniu I,′ używa się skróconego sformułowania ′prąd elektryczny I′.

### Gęstość prądu
W ośrodkach ciągłych parametrem charakteryzującym prąd elektryczny jest gęstość prądu, opisująca przepływ ładunku przez jednostkową powierzchnię. W odróżnieniu od natężenia prądu, które jest skalarem i nie jest przypisana do punktu przestrzeni, gęstość prądu jest wektorem, a rozkład przestrzenny gęstości prądu jest polem gęstości prądu.

## Prawa związane z prądem elektrycznym
- Prądowe prawo Kirchhoffa – wynikające z zasady zachowania ładunku
- Napięciowe prawo Kirchhoffa – wynikające z zasady zachowania energii
- prawo Ohma (dla obwodu elektrycznego) – prawo doświadczalne dla niektórych przewodników

## Prąd stały i zmienny

Prąd stały charakteryzuje się stałą wartością natężenia oraz kierunkiem przepływu. Większość układów elektronicznych zasilana jest prądem stałym. Mogą być zasilane bezpośrednio z baterii lub akumulatorów. Dla urządzeń, które są zasilane z sieci energetycznej stosuje się zasilanie prądem stałym wytwarzanym przez zasilacze sieciowe.
Prąd zmienny to prąd elektryczny, którego wartość natężenia zmienia się w czasie. Prąd zmienny nieokresowy może reprezentować prąd o dowolnej zmienności w czasie (szara krzywa na rysunku), może też prąd zmieniający się zgodnie z określoną funkcją matematyczną lub w sposób zdeterminowany zjawiskiem fizycznym. Potocznie termin prąd zmienny stosowany jest często do prądu okresowego o przebiegu sinusoidalnym.
Prąd przemienny to charakterystyczny przypadek prądu elektrycznego okresowo zmiennego, w którym wartości chwilowe podlegają zmianom w powtarzalny, okresowy sposób, z określoną częstotliwością. Wartości chwilowe natężenia prądu przemiennego przyjmują naprzemiennie wartości dodatnie i ujemne. Stosunkowo największe znaczenie praktyczne mają prąd i napięcie o przebiegu sinusoidalnym.